# Incubator (laborator)

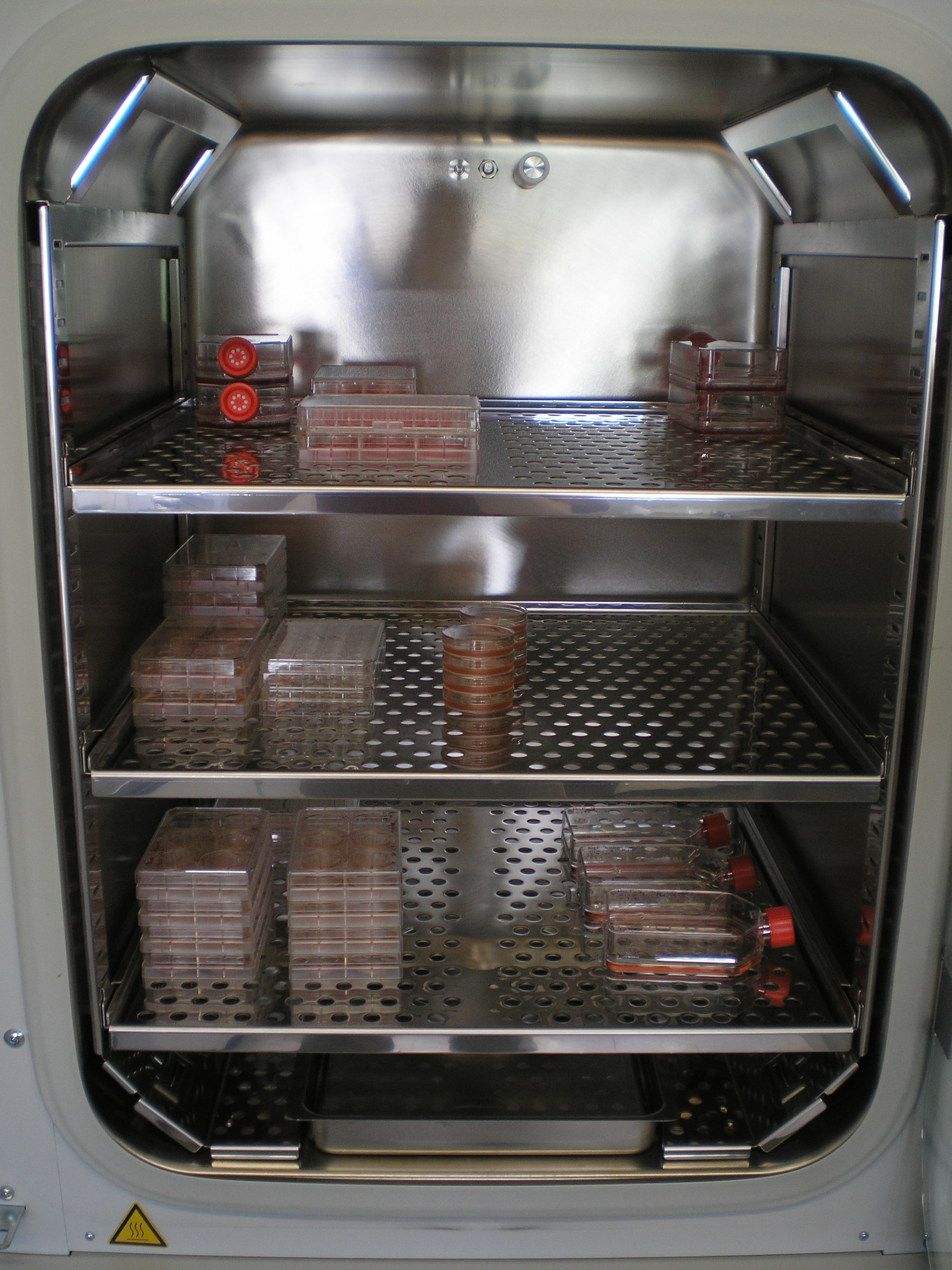
Interiorul unui incubator cu dioxid de carbon pentru culturi celulare

În laborator, un incubator este un dispozitiv utilizat pentru creșterea și menținerea culturilor microbiologice sau a culturilor celulare. Rolul aparatului este de a menține temperatura optimă, umiditatea și alte condiții, cum ar fi conținutul de CO2 și oxigen al atmosferei din interior. Incubatoarele sunt esențiale pentru multe lucrări experimentale din domeniul biologiei celulare, microbiologiei și biologiei moleculare și sunt utilizate pentru cultivarea celulelor bacteriene și eucariote.